# Чжао Кайгэ
Чжа́о Кайгэ́ (кит. упр. 赵凯歌, пиньинь Zhào Kǎigē; род. 5 апреля 1995, Харбин) — китайский фигурист, выступающий в танцах на льду. В паре с Ван Сяотун он — участник Гран-при Китая (2017) и Универсиады (2017).

## Карьера
Родился 5 апреля 1995 года в Харбине. Начал заниматься фигурным катанием в возрасте пяти лет. Вне ледовой площадки увлекается баскетболом.
На чемпионатах Китая 2011 и 2012 годов выступал в танцевальной дисциплине с Ли Сибэй, оба раза завершив соревнования в конце судейского протокола. После чего образовал пару с Ван Сяотун. На первом совместном чемпионате Китая Ван и Чжао стали девятыми среди четырнадцати дуэтов, выходивших на старт. На чемпионате сезона 2013/2014 они повторили результат, опередив финишировавших вслед, Ли Сибэй и её партнёра Сян Гуанъяо на 0,79 балла.
Лучшего результата на национальных чемпионатах достигли в сезоне 2016/2017, когда расположились на четвёртом месте. В борьбе за бронзовые награды они уступили дуэту Го Юйчжу и Чжао Пэнкуня. Затем были выбраны Ассоциацией фигурного катания Китая для участия в Универсиаде, на которой по сумме двух прокатов оказались на предпоследней тринадцатой строчке.
В новом сезоне впервые выступили в рамках серии Гран-при, представив постановки на этапе в Пекине. На льду Столичного дворца спорта в коротком танце катались под ритмы румбы и самбы, а музыкальным сопровождением произвольного танца стали «Lo Ci Sarò» в исполнении Андреа Бочелли и Лан Лана, а также «Adiós Nonino» Астора Пьяццоллы. По итогам турнира заняли последнее десятое место.

## Программы
| Сезон   | Короткий танец  | Произвольный танец                                                      |
| ------- | --------------- | ----------------------------------------------------------------------- |
| 2017–18 | - Румба - Самба | - «Lo Ci Sarò» Андреа Бочелли, Лан Лан - «Adiós Nonino» Астор Пьяццолла |

## Результаты
(с Ван Сяотун)
| Соревнования                 | 12/13         | 13/14         | 14/15         | 15/16         | 16/17         | 17/18         |
| Международные                | Международные | Международные | Международные | Международные | Международные | Международные |
| ---------------------------- | ------------- | ------------- | ------------- | ------------- | ------------- | ------------- |
| Этапы Гран-при: Cup of China |               |               |               |               |               | 10            |
| Универсиады                  |               |               |               |               | 13            |               |
| Национальные                 |               |               |               |               |               |               |
| Чемпионаты Китая             | 9             | 9             | 12            | 11            | 4             | 5             |

(с Ли Сибэй)
| Соревнования     | 10/11        | 11/12        |
| Национальные     | Национальные | Национальные |
| ---------------- | ------------ | ------------ |
| Чемпионаты Китая | 11           | 13           |